# 小行星1225
小行星1225（1225 Ariane）是一颗围绕太阳公转的小行星。1930年4月23日，亨德里克·范根特在约翰内斯堡发现了此天体。
該小行星以法國劇作家加布里埃爾·馬塞爾的劇本《Le Chemin de crête》的主角阿里安·勒普里爾（Ariane Leprieur）命名。
这颗小行星的绝对星等为100.3664348246736等。